# 연안 이씨 종중 문적
연안이씨 종중 문적(延安李氏 宗中 文籍)은 경상남도 거창군 수남로 2181 (거창읍, 거창공립박물관)에 있는, 연안 이씨 문중에서 소장하고 있는 유물들로, 보물로 지정된 것은 조선 세종 때부터 숙종 때까지 여러 유물이 있다. 1979년 2월 8일 대한민국의 보물 제651호로 지정되었다.

## 개요
연안이씨 종중 문적(延安李氏 宗中 文籍)은 연안 이씨 문중에서 소장하고 있는 유물들로, 보물로 지정된 것은 조선 세종 때부터 숙종 때까지 여러 유물이 있다.
이숭원은 조선 전기의 문신으로, 단종 원년(1452)에 문과에 급제하여 벼슬이 형조판서, 병조판서에 이르렀으며, 성종 2년(1471)에 명량좌리공신으로 연원군에 봉해졌다. 1485년에는 우참찬이 되어 명나라에 다녀오기도 했다. 1648년 도동사에 모셔졌고, 시호는 ‘충간’이다.
지정된 유물은 이숭원(1428∼1491)의 조부에서 손자까지 내린 교지 18매, 공신록권 1건, 공신회맹문 6책이다.
이것은 이숭원 가계의 연혁과 내력을 파악할 수 있는 좋은 자료일 뿐만 아니라 조선 전기의 서지학을 연구하는 데에도 귀중한 자료로 생각된다.

## 같이 보기
- 이숭원

## 참고 자료
- 연안 이씨 종중 문적 - 국가유산청 국가유산포털